# Anton Jerkič
Anton Jerkič, slovenski fotograf in založnik, * 4. april 1866, Dobravlje, Ajdovščina, † 12. december 1924, Gorica.
Gimnazijo je končal v Gorici, nato se je za fotografa izučil na Madžarskem. Po končanem šolanju je živel in delal v Nabrežini. Leta 1891 je v Gorici odprl fotografski atelje, 1898 pa podružnico v Trstu. Leta 1895 je sodeloval s F. Lampetom pri fotografiranju Ljubljane, ko jo je prizadel potres. Leta 1899 je izdal 63 posnetkov slovenskih krajev na razglednicah, 1906 pa je reportažno dokumentiral pogreb S. Gregorčiča in izdelal slike, povezane s spominom na pesnika. Leta 1907 je kot navodilo za fotografsko portretiranje napisal strokovno brošuro Občinstvo pri fotografu.